# PH 75
PH 75 (фр. Porte-hélicoptères 75) — проєкт французького вертольотоносця 1970-х років.

## Історія створення
На початку 1970-х років ВМС Франції планували списати авіаносець «Арроманш», який на той час використовувався як вертольотоносець. Йому на заміну був розроблено декілька проєктів нового вертольотоносця.
Перші три проєкти передбачали будівництво корабля водотоннажність 20 000 — 22 000 тонн, довжиною 187—200 м і шириною до 28 м, оснащених паровою турбіною потужністю 55 000 к.с., що забезпечувало би швидкість до 27 вузлів. Всі три варіанти передбачали ангар довжиною 90 м, в якому могли розміститись 8 вертольотів Sud-Aviation SA.321 Super-Frelon та 18 Westland Lynx.
Четвертий варіант передбачав побудову дещо меншого корабля водотоннажністю 15 000 тонн, який міг би нести 23 вертольоти.
Ці проєкти були відхилені, натомість на їх базі був розроблений проєкт вертольотоносця «PA 75» з ядерною силовою установкою, яка забезпечувала би необмежену дальність плавання. Крім того, корабель мав бути оснащений двома дизельними установками, які б забезпечували дальність автономного плавання 3 000 миль на 15 вузлах.
Корабель мав мати ангар розмірами 84 x 21×6,5 м з двома ліфтами, у якому розміщувались вертольоти Sud-Aviation SA.321 Super-Frelon та Westland Lynx, призначені для протичовнової оборони, та Aérospatiale SA 330 Puma для прикриття десантних операцій (загалом до 25 машин).
Корабель призначався для боротьби з підводними човнами та для прикриття десантних операцій, як флагманський корабель, як інформаційний центр, центр керування протичовновою обороною чи десантною операцією. Крім того, за потреби корабель міг бути переобладнаний у морський госпіталь. Корабель міг взяти на борт до 1000 десантників.
Планувалось, що корабель буде збудований до 1981 року, але через фінансові проблеми роботи неодноразово відкладались. Кораблю присвоювали індекси «РА 75», «РА 78», «РА 82» та «РА 88» Зміна абревіатури з «PH» (фр. Porte-hélicoptères) на «РА» (фр. Porte-avions) означала, що корабель хотіли використовувати як авіаносець, озброєний літаками вертикального злету та посадки. Але зрештою у 1987 році від проєкту відмовились остаточно на користь повноцінного авіаносця «Шарль де Голль».